# Rubha nan Leacan
Rubha nan Leacan är en udde i Storbritannien.   Den ligger i kommunen Argyll and Bute och riksdelen Skottland, i den västra delen av landet, 600 km nordväst om huvudstaden London. Rubha nan Leacan ligger på ön Islay.
Terrängen inåt land är platt. Havet är nära Rubha nan Leacan söderut.  Närmaste större samhälle är Bowmore, 19,2 km norr om Rubha nan Leacan. 